# Андреев, Алексей Фёдорович
Алексе́й Фёдорович Андре́ев (20 декабря 1923 — 22 марта 2017) — российский математик, доктор физико-математических наук, профессор, заслуженный деятель науки РФ (1999).

## Биография
Родился 20 декабря 1923 г. в д. Межник Псковской губернии в крестьянской семье.
В разных школах Псковской области окончил 9 классов, а 10-й — в Ленинграде, куда переехал к старшему брату. Окончил школу № 370 с отличным аттестатом, который выдали 18 июня 1941 года.
После учёбы в Ленинградском военно-топографическом училище воевал на Ленинградском фронте, участвовал в боях за Красный бор и Поповку, в июле 1943 году тяжело ранен. Лечился в разных госпиталях Ленинграда, перенёс несколько операций, в том числе ампутацию ноги. В ноябре 1944 году после выписки демобилизован по состоянию здоровья. Работал военруком сначала в ремесленном училище, затем в школе № 27.
В сентябре 1945 году без экзаменов принят на математико-механический факультет Ленинградского университета. В 1950 году окончил его с отличием и поступил в аспирантуру Ленинградского отделения математического института АН СССР (ЛОМИ). Работал там же младшим научным сотрудником (1953—1955) и учёным секретарём (1955—1956). В кандидатской диссертации «Исследование поведения интегральных кривых системы двух дифференциальных уравнений в окрестности особой точки» (защищена в 1953 году в МИАН СССР) решил несколько актуальных для того времени проблем, в том числе завершил начатые А. Пуанкаре исследования изолированной особой точки плоской автономной аналитической системы.
С 1956 по 1966 год работал в Ленинградском институте точной механики и оптики, одновременно преподавал (вёл практические занятия и читал лекции по дифференциальным уравнениям) на математико-механическом факультете ЛГУ.
В 1966 году перешёл на постоянную работу в Ленинградский университет на кафедру дифференциальных уравнений, с 1982 года — профессор.
В докторской диссертации «Исследование сложных особых точек систем дифференциальных уравнений» (1981, ЛГУ) разработал метод исследования сложной особой точки покоя аналитической динамической системы
В 1984 году утверждён в учёном звании профессора по кафедре дифференциальных уравнений.

## Научная деятельность
Подготовил 17 кандидатов наук, двое его учеников стали докторами наук (профессор Санкт-Петербургского государственного политехнического университета Г. С. Осипенко, заведующий кафедрой Санкт-Петербургского государственного электротехнического университета (ЛЭТИ) Н. А. Бодунов).
Опубликовал более 80 научных статей и две монографии («Особые точки дифференциальных уравнений», 1979; «Фазовые потоки одного семейства кубических систем в круге Пуанкаре», 2017) и учебное пособие («Введение в локальную качественную теорию дифференциальных уравнений», 2003).

## Награды и звания
- Заслуженный деятель науки РФ (1999).
- Награждён медалью «За оборону Ленинграда» (1942), орденом Красной Звезды (1943), орденом Отечественной войны I степени (1985)[3].

## Сочинения
- Андреев А. Ф. Теорема единственности для нормальной области Фроммера второго типа. // Доклады АН СССР. — 142:4 (1962). — С. 754—757.
- Андреев А. Ф. Об одной задаче Хартмана-Винтнера // Дифференциальные уравнения. — 1:1 (1965). — С. 33—40.
- Андреев А. Ф. О числе операций при исследовании особой точки дифференциального уравнения методом Фроммера // Дифференциальные уравнения. — 1:9 (1965). — С. 1155—1176.
- Андреев А. Ф. Степанова Т. В. О числе подстановок Фроммера, достаточном для выявления всех TO-кривых уравнения X(x, y)dy=Y(x, y)dx // Дифференциальные уравнения. — 4:9 (1968). — С. 1560—1573.
- Андреев А. Ф., Глейзер Г. И. Представление ТО-решений уравнения X(x, y)dy=Y(x, y)dx // Дифференциальные уравнения. — 8:10 (1972). — С. 1723—1737.